# Kakuk Marci (film)
A Kakuk Marci 1973-ban bemutatott színes, magyar filmvígjáték, melyet Révész György rendezett Tersánszky Józsi Jenő regényéből.

## Történet
|  | Alább a cselekmény részletei következnek! |

Kakuk Marci eltemeti részeges szüleit és ráun az inaskodásra meg a pofonokra, ezért részeges Soma barátja bölcsességén és nyugalmán okulva, szélhámos legénnyé, csavargóvá válik. Somával együtt indul útnak, hogy mindig más helyen, furfanggal és kalandokban keressenek megélhetést és asszonyt. Soma mindig sok borsot tör Marci orra alá, ezért útjaik külön válnak, de aztán valahogy mindig újra összetalálkoznak, pedig Marci időközben a nagy szerelmet is megtalálta, ezért szeretné végre letenni az alapkövet boldogságához.
|  | Itt a vége a cselekmény részletezésének! |

## Szereplők
- Harsányi Gábor – Kakuk Marci
- Haumann Péter – Soma
- Szerencsi Éva – Eszti
- Pálos Zsuzsa – Zsuzsi
- Gobbi Hilda – cseléd
- Bujtor István – Lelenc Gyula
- Szemes Mari – fogadósné
- Farkas Antal – fogadós
- Piros Ildikó – Kasosné
- Szirtes Ádám – Kasos
- Szacsvay László – Jánoska
- Várhegyi Teréz – Rozi
- Harkányi Endre – Gurka Pál, írnok
- Schubert Éva – Ludi nagyság
- György László – férfi a kocsmában
- Dégi István – Csurinyák Ferenc
- Juhász Jácint – Buzogó
- Tyll Attila – főigazgató
- Tahi Tóth László – Művész úr
- Miklósy György – borbély
- Solti Bertalan – Gyurka, gazdatiszt
- Horváth József – Pecek, segédjegyző
- Vörös Eszter – cigánylány
- Gelley Kornél – kártyajátékos 1.
- Horváth Gyula – kártyajátékos 2.
- Gyenge Árpád – kártyajátékos 3.
- Agárdy Gábor – erdész
- Földi Teri – kovács felesége
- Győrffi László – kovács
- Pádua Ildikó – pékné
- Mányai Zsuzsa – artista
- Horváth Magda – Marci anyja
- Zoltay Miklós – Marci apja
- Bakó Márta – Csuriné
- Szilágyi Tibor – csendőrőrmester
- Vándor József – csendőr
- Nagy Attila – bányász 1.
- Raksányi Gellért – bányász 2.
- Szilágyi István – férfi a fogadóban
- Simon Géza – paraszt
- Sörös Sándor – béres

## Televíziós megjelenés
MTV1, m1, MTV2, Duna TV, Duna World, Hódmezővásárhelyi VTV, Eger TV, Zemplén TV, Filmmúzeum, Humor 1, Érd TV